# Измирска сахат кула
Измирска сахат кула (тур. Izmir Saat Kulesi) је историјска сахат кула, која се налази на тргу Конак у дистрикту Конак у Измиру, у Турској. Сахат кулу је пројектовао левантско-француски архитекта, Ремон Шарл Пер, а изграђена је 1901. године у знак 25. годишњице доспећа на трон Абдула Хамида II (владао 1876–1909).
Сам сат је био поклон од немачког цара Вилхелма II (владао 1888–1918). Украшен је у стилу отоманске архитектуре. У оквиру куле, која је висока 25 метара, налазе се и четири фонтане, које су постављене кружно око основе, док су стубови инспирисани северноафричким темама.
Сахат кула се налази и на реверсу новчанице од 500 лира између 1983. и 1989. године.